# 対格言語
対格言語（たいかくげんご、accusative language）とは自動詞の主語と他動詞の主語が同じように扱われ、他動詞の目的語だけが違う扱いを受ける言語を言う。

## 概要
日本語では、下の例のように、自動詞の主語にも他動詞の主語にも助詞「が」が付き、一方、他動詞の目的語には「を」が付く。このように、自動詞の主語と他動詞の主語が同じ標識（日本語なら「が」）で示される場合、その格を主格と呼び、他動詞の目的語の格（日本語なら「を」）を対格と呼ぶ。主格と対格を持つ格体系は主格・対格 (nominative-accusative) 型、略して対格型の言語と言われる。
| a. | 「太郎が |        | 来た」 |
| b. | 「花子が |        | 来た」 |
| c. | 「太郎が | 花子を | 見た」 |
| d. | 「花子が | 太郎を | 見た」 |

## 能格言語との違い
いっぽうで、自動詞の主語と他動詞の目的語が同じように扱われ、他動詞の主語だけが別の扱いを受けるという性質（能格性）をもつ言語は能格言語（ergative language）と呼ばれる。
オーストラリアクイーンズランド州の先住民語・ジルバル語では、自動詞の主語と他動詞の目的語には何も付かず、他動詞の主語にだけ ŋgu という標識が付く。このように、自動詞の主語と他動詞の目的語が同じように標示される（ジルバル語ならゼロで標示される）場合、その格を絶対格と呼び、他動詞の主語の格（ジルバル語なら ŋgu ）を能格と呼ぶ。能格と絶対格を持つ格体系は絶対格・能格 (absolutive-ergative) 型、略して能格型と言われる。
| a. | ŋuma             |          | banaga-nyu  |
|    | 父+絶対格        |          | 来る-非未来 |
|    | 「父が来た」     |          |             |
| b. | yabu             |          | banaga-nyu  |
|    | 母+絶対格        |          | 来る-非未来 |
|    | 「母が来た」     |          |             |
| c. | ŋuma             | yabu-ŋgu | bura-n      |
|    | 父+絶対格        | 母-能格  | 見る-非未来 |
|    | 「母が父を見た」 |          |             |
| d. | yabu             | ŋuma-ŋgu | bura-n      |
|    | 母+絶対格        | 父-能格  | 見る-非未来 |
|    | 「父が母を見た」 |          |             |

それぞれの格体系をまとめると下表のようになる。
| 対格型 |                | 能格型 |
| ------ | -------------- | ------ |
| 主格   | 他動詞の主語   | 能格   |
| 主格   | 自動詞の主語   | 絶対格 |
| 対格   | 他動詞の目的語 | 絶対格 |

対格型や能格型の格体系は、文中の名詞や名詞句の標示の仕方に見られる対格性や能格性の例と言える。

## 対格言語の例
- インド・ヨーロッパ語族
- アルタイ諸語
- ウラル語族
- 日本語